# Arturo Toscanini

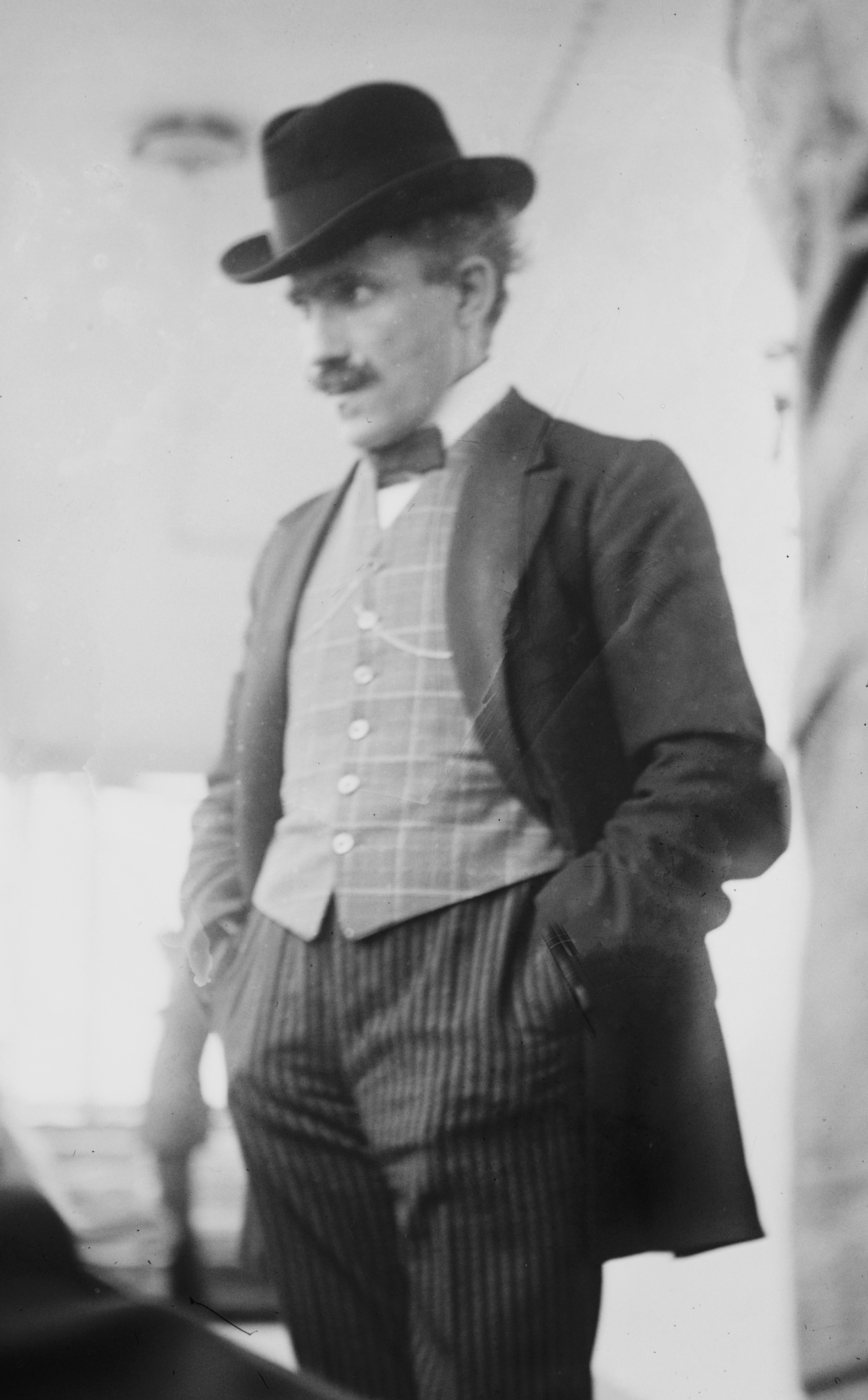
Arturo Toscanini

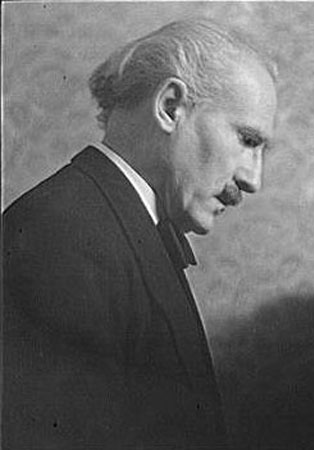
Portret door Arnold Genthe

Arturo Toscanini (Parma, 25 maart 1867 - New York, 16 januari 1957) was een Italiaanse dirigent.

## Levensloop
Na een cellostudie besloot hij in 1885 dirigent te worden. In 1886 maakte hij als dirigent een tournee door Brazilië. In 1895 werd hij vaste dirigent in Turijn, en in 1898 kwam hij aan het operahuis van La Scala te Milaan. In 1908 kreeg hij een aanstelling aan de Metropolitan Opera in New York en in 1926 aan het New York Philharmonic Orchestra, maar hij bleef ook optreden in Europa. In Nederland dirigeerde Toscanini enige keren het Residentie Orkest.
Tot 1937 was hij een van de meest toonaangevende figuren van de Salzburger Festspiele. Ook dirigeerde hij bij de Bayreuther Festspiele de opera's van Richard Wagner. De jonge dirigent Herbert von Karajan fietste naar Bayreuth om Toscanini's interpretaties te horen. Na de Anschluss van Oostenrijk bij het Derde Rijk in 1938 zegde hij zijn optredens in Salzburg af en emigreerde hij voorgoed naar de Verenigde Staten. Daar leidde hij het al in 1937 voor hem opgerichte NBC Symphony Orchestra. Na de Tweede Wereldoorlog dirigeerde hij het openingsconcert van La Scala in Milaan. Tot zijn ontdekkingen behoorde de sopraan Renata Tebaldi.
Tot op zeer hoge leeftijd bleef Toscanini dirigeren. Met name zijn interpretaties van de werken van Beethoven, Brahms, Debussy, Verdi en Puccini zijn beroemd. Van een groot aantal opera's dirigeerde hij de première, waaronder Pagliacci (1892) van Leoncavallo (1892) en La bohème (1896), La fanciulla del West (1910) en Turandot (1926) van Puccini.

## Trivia
- Toscanini's woede-uitbarstingen waren berucht. Opgenomen repetitiefragmenten tonen aan dat hij voortdurend schreeuwde tegen musici. Hij maakte hen uit voor "imbecielen". Volgens sommigen schold hij echter niet zozeer de musici uit, maar vooral zichzelf: hij moest wel erg mislukt zijn als hij met zulke imbecielen moest werken.[bron?]
- Het verhaal doet de ronde dat een blazer tijdens een uitvoering ontdekte dat zijn bes-klep niet meer functioneerde. Toscanini reageerde dat hij die klep gedurende dat muziekstuk niet meer nodig zou hebben. Zo groot was zijn kennis van instrument en partituur.
- Toscanini was de schoonvader van de beroemde Russische pianist Vladimir Horowitz, die met zijn dochter Wanda trouwde.